# Umgäng

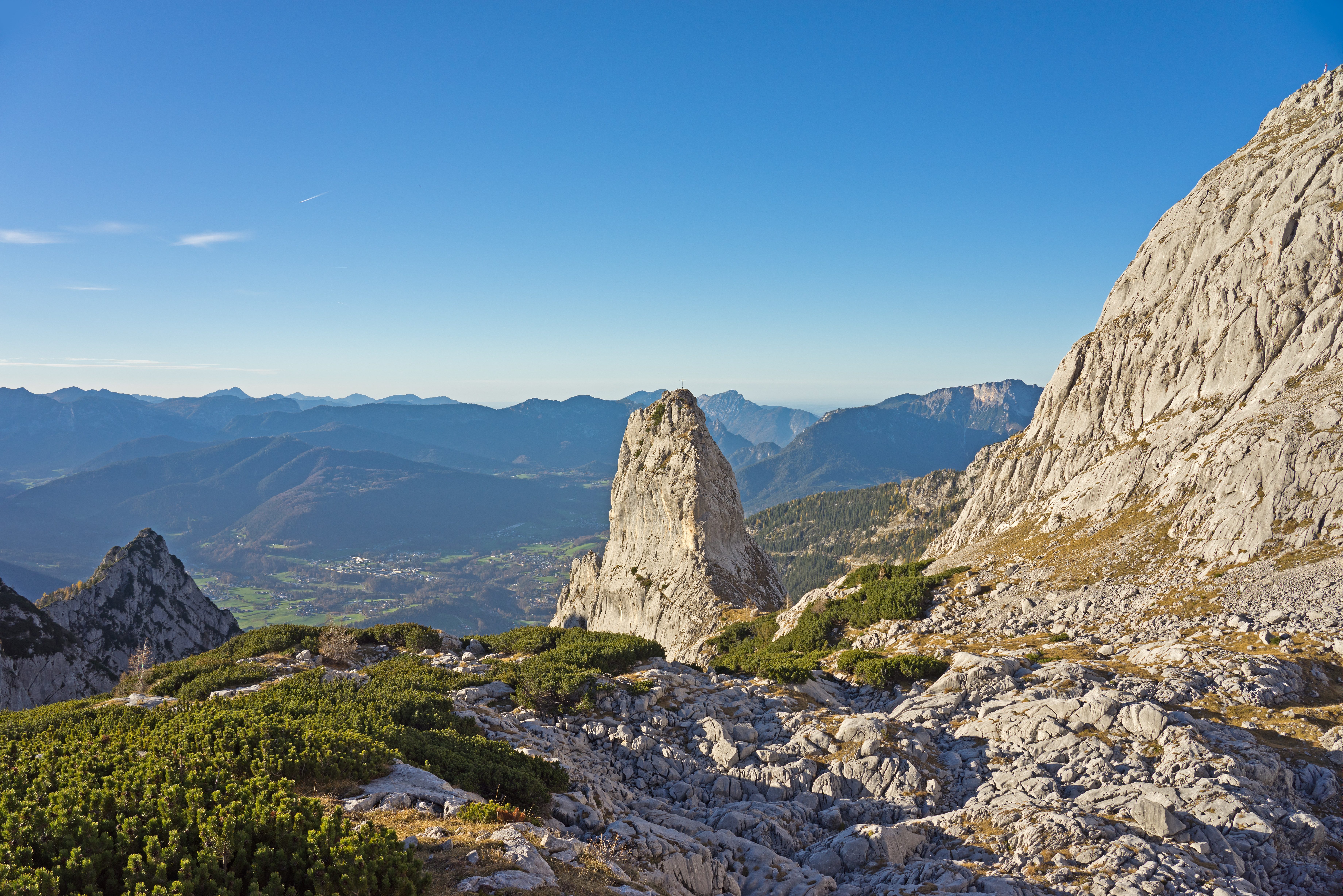
Umgäng mit Blick auf die markante Felsnadel des Pflughörndls

Die Umgäng(e) sind ein verkarstetes Hochtal im Göllstock in den Berchtesgadener Alpen. Damit befinden sie sich im Südosten des Nationalparks Berchtesgaden. Die Umgäng werden von den Gipfeln des Hohen Gölls, des Kleinen und des Großen Archenkopfs, des Brettriedels und des Hohen Bretts nach oben abgeschlossen. Zwischen Hohem Göll und Kleinem Archenkopf markiert die Göllscharte, ca. 2320 m, im Volksmund auch als Heiterer Lueg bezeichnet, das obere Ende der Umgäng. Die Fortsetzung der Umgäng in Richtung des Hohen Gölls sind die sogenannten Göllsanden. Nach unten gehen die Umgäng in der Krummholzzone auf einer Höhe von etwa 1900 Meter westlich ins Alpeltal und nördlich ins Pflugtal über.
Noch Anfang bis Mitte des 19. Jahrhunderts hat sich im Talschluss ein größerer Gletscher befunden, der mittlerweile bis auf wenige Toteisfelder vollständig abgeschmolzen ist.
Über den sogenannten Alpeltalsteig gelangt man durch das Alpeltal von der ehemaligen Alpeltalhütte hinauf in die Umgäng und weiter bis zum häufig begangenen Übergang vom Hohen Göll über den Großen Archenkopf zum Hohen Brett, den man an der Göllscharte erreicht.